# Saint-Senoux
Saint-Senoux est une commune française située dans le département d'Ille-et-Vilaine, en région Bretagne.

## Géographie

### Localisation

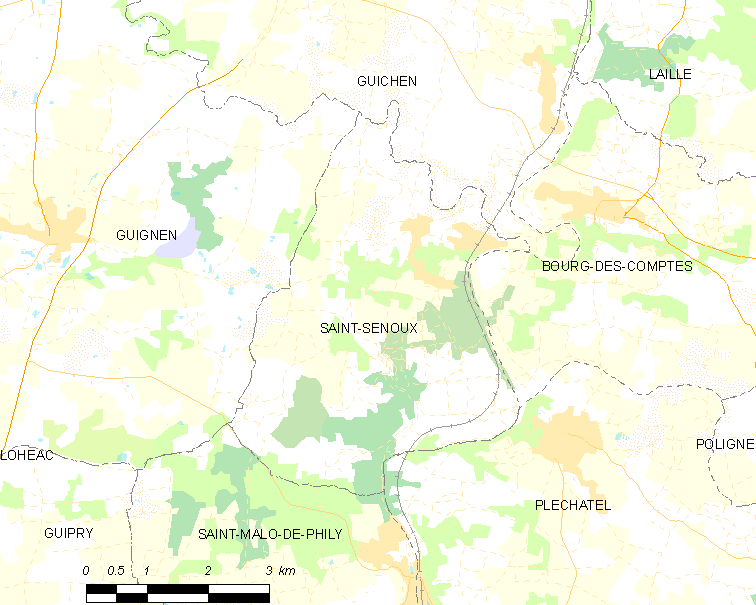
Carte de la commune.

Située à 27 km au sud - sud-ouest de Rennes, la commune de Saint-Senoux est contigüe à Guichen, chef-lieu de canton, Bourg-des-Comptes, Guignen, Pléchâtel, et Saint-Malo-de-Phily.
|         | Guichen             |                   |
| Guignen | Saint-Senoux        | Bourg-des-Comptes |
|         | Saint-Malo-de-Phily | Pléchâtel         |

### Transports

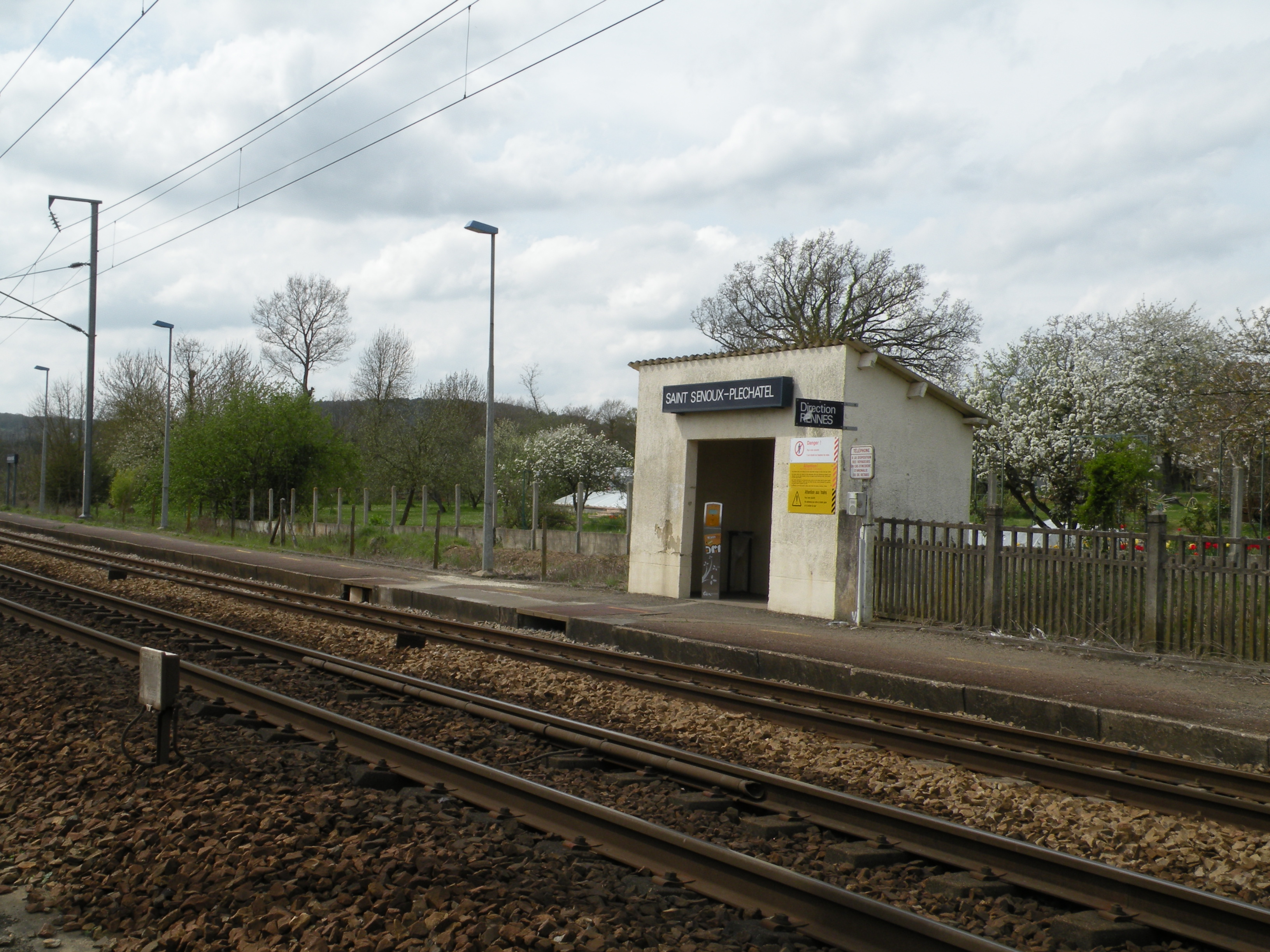
La gare de Saint-Senoux - Pléchâtel.

Saint-Senoux est desservie par une halte ferroviaire du réseau SNCF TER sur la ligne de Rennes à Redon.
Le réseau d'autocars régional BreizhGo dessert également la commune par la ligne 5b Rennes - Crévin - Bourg-des-Comptes - Pléchâtel - Saint-Senoux.

### Hydrographie
Pour un article plus général, voir Réseau hydrographique d'Ille-et-Vilaine.
La commune est située dans le bassin Loire-Bretagne. Elle est drainée par la Vilaine, le Semnon, le Canut, le ruisseau de la Frominette, le ruisseau de la Saudrais, le ruisseau des Aunaies et le ruisseau du Bois,,.
La Vilaine, d'une longueur de 218 km, prend sa source dans la commune de Juvigné et se jette  dans l'Océan Atlantique à Camoël, après avoir traversé 56 communes. 
Le Semnon, d'une longueur de 73 km, prend sa source dans la commune de Saint-Erblon et se jette  dans la Vilaine sur la commune, après avoir traversé 20 communes. 
Le Canut, limite naturelle avec la commune de Guichen et d'une longueur de 45 km, prend sa source dans la commune de Plélan-le-Grand et se jette  dans la Vilaine sur la commune, juste au pied du château du Bochet situé, lui sur l'autre rive, après avoir traversé huit communes. Le Canut atteint son confluent avec la Vilaine sur les terres de la commune

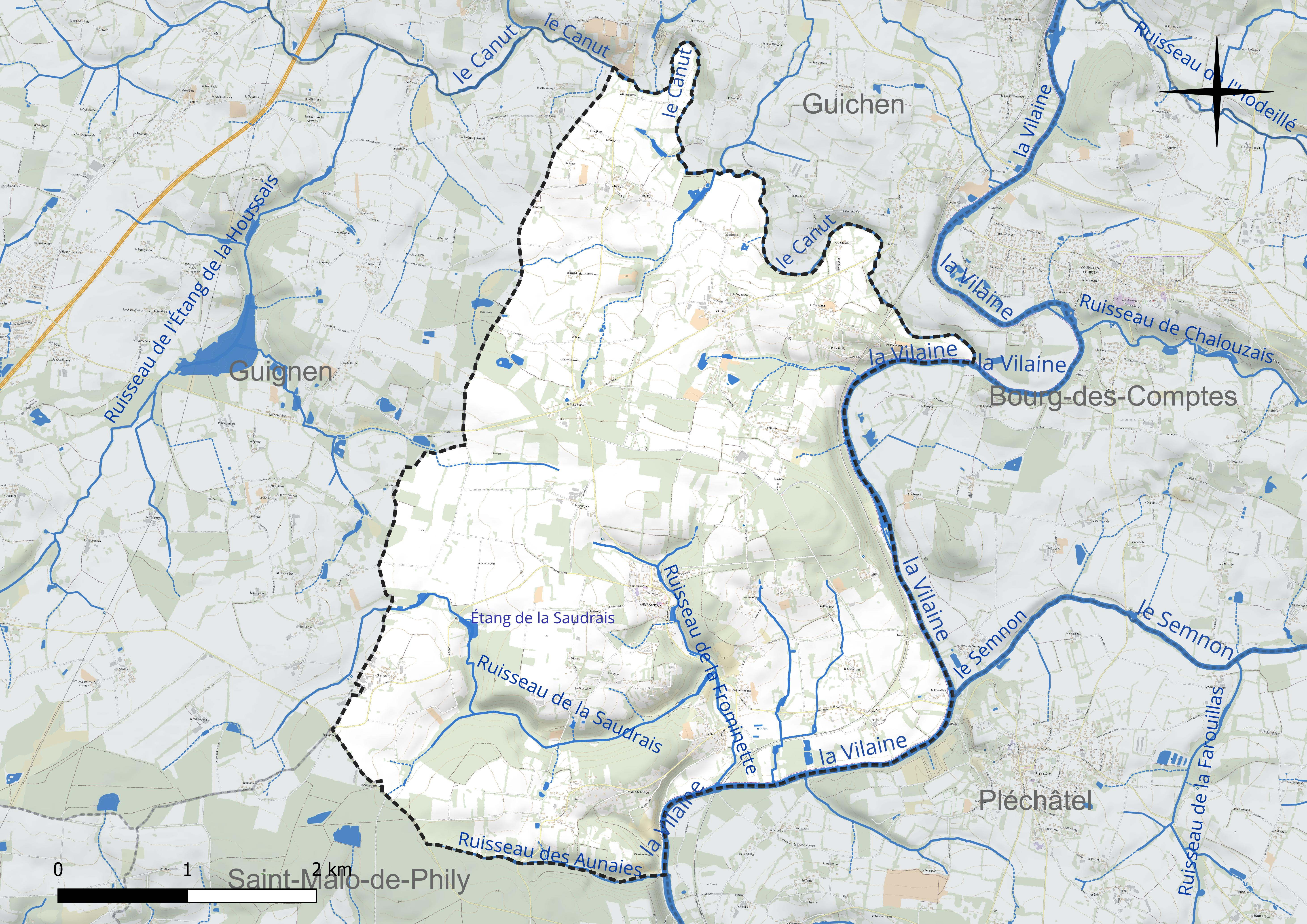
Réseau hydrographique de Saint-Senoux.

Un plan d'eau complète le réseau hydrographique : l'étang de la Saudrais (1,23 ha),.

### Climat
Pour des articles plus généraux, voir Climat de la Bretagne et Climat d'Ille-et-Vilaine.
En 2010, le climat de la commune est de type climat océanique franc, selon une étude du CNRS s'appuyant sur une série de données couvrant la période 1971-2000. En 2020, Météo-France publie une typologie des climats de la France métropolitaine dans laquelle la commune est exposée à un climat océanique et est dans la région climatique  Bretagne orientale et méridionale, Pays nantais, Vendée, caractérisée par une faible pluviométrie en été et une bonne insolation. Parallèlement l'observatoire de l'environnement en Bretagne publie en 2020 un zonage climatique de la région Bretagne, s'appuyant sur des données de Météo-France de 2009. La commune est, selon ce zonage, dans la zone « Sud Est », avec des étés relativement chauds et ensoleillés.  
Pour la période 1971-2000, la température annuelle moyenne est de 11,5 °C, avec une amplitude thermique annuelle de 13,4 °C. Le cumul annuel moyen de précipitations est de 821 mm, avec 12,8 jours de précipitations en janvier et 6,2 jours en juillet. Pour la période 1991-2020, la température moyenne annuelle observée sur la station météorologique la plus proche, située sur la commune de La Noë-Blanche à 12 km à vol d'oiseau, est de 12,2 °C et le cumul annuel moyen de précipitations est de 780,5 mm,. Pour l'avenir, les paramètres climatiques de la commune estimés pour 2050 selon différents scénarios d'émission de gaz à effet de serre sont consultables sur un site dédié publié par Météo-France en novembre 2022.

## Urbanisme

### Typologie
Au 1er janvier 2024, Saint-Senoux est catégorisée commune rurale à habitat dispersé, selon la nouvelle grille communale de densité à sept niveaux définie par l'Insee en 2022.
Elle est située hors unité urbaine. Par ailleurs la commune fait partie de l'aire d'attraction de Rennes, dont elle est une commune de la couronne,. Cette aire, qui regroupe 183 communes, est catégorisée dans les aires de 700 000 habitants ou plus (hors Paris),.

### Occupation des sols
L'occupation des sols de la commune, telle qu'elle ressort de la base de données européenne d'occupation biophysique des sols Corine Land Cover (CLC), est marquée par l'importance des territoires agricoles (68,8 % en 2018), une proportion sensiblement équivalente à celle de 1990 (68,6 %). La répartition détaillée en 2018 est la suivante : 
zones agricoles hétérogènes (42,8 %), forêts (27,9 %), terres arables (23,1 %), zones urbanisées (3,3 %), prairies (2,9 %). L'évolution de l'occupation des sols de la commune et de ses infrastructures peut être observée sur les différentes représentations cartographiques du territoire : la carte de Cassini (XVIIIe siècle), la carte d'état-major (1820-1866) et les cartes ou photos aériennes de l'IGN pour la période actuelle (1950 à aujourd'hui).

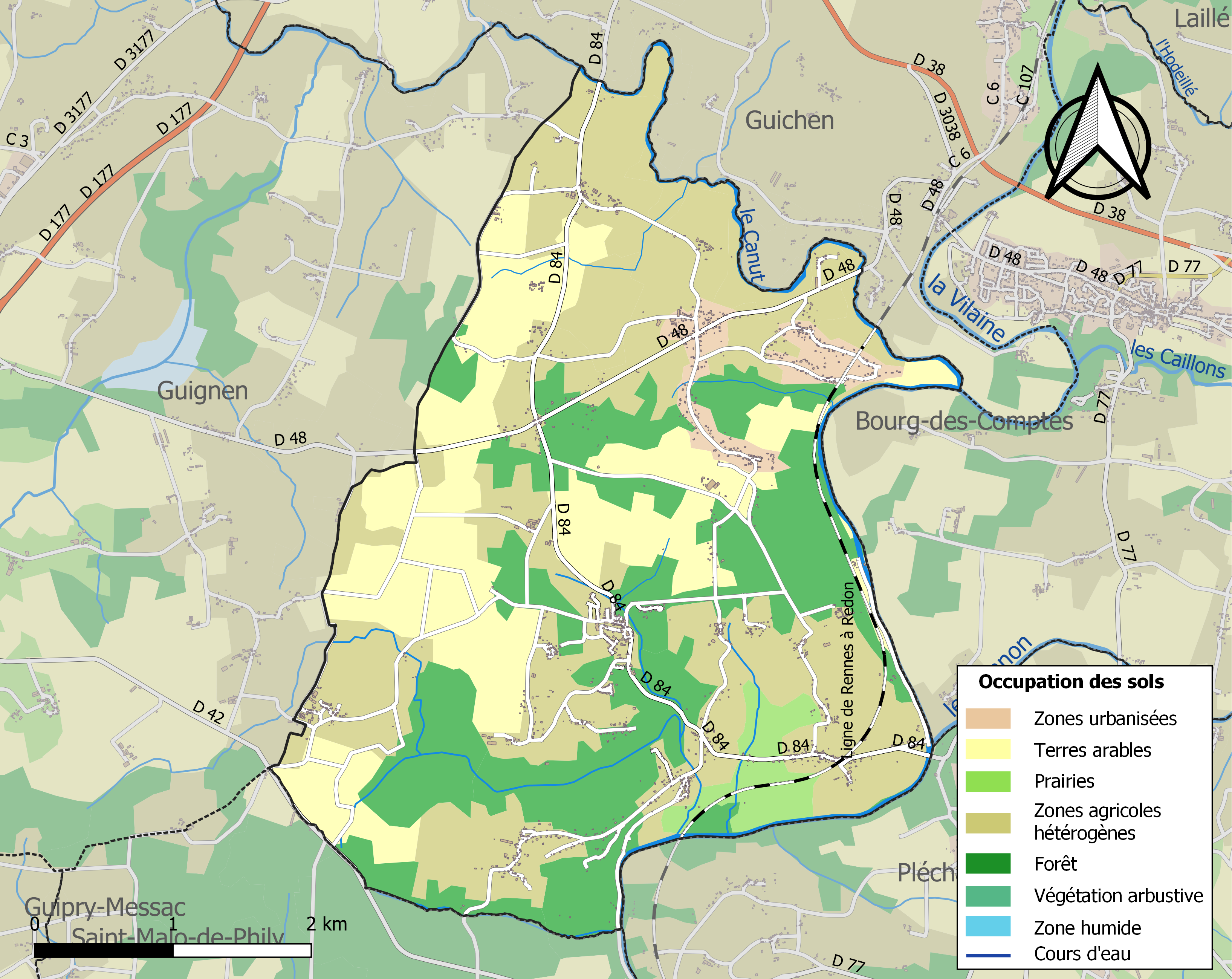
Carte des infrastructures et de l'occupation des sols de la commune en 2018 (CLC).

### Hameaux
En grande partie boisée, la commune est très étendue. Certains de ses hameaux, comme la Trottinais, sont situés à plus de 5 km du bourg.
Le domaine de la Molière, juché à flanc de la vallée de la Vilaine domine toute une forêt portant le même nom.
De nombreuses randonnées pédestres sont proposées à travers des sentiers balisés cheminant sur tout le territoire.

## Toponymie
Le nom de la localité est attesté sous les formes Saint-Senour en 1427, Sainct-Sennour en 1513, Sainct-Cenou en 1623, Sainct-Senou en 1641.
Son nom vient de saint Senoux, un moine irlandais supposé être le fondateur de la paroisse de Saint-Senoux au IVe ou Ve siècle[réf. nécessaire].
Le nom de la commune en gallo est Saint-Senou prononcé [sɛ̃snu].

## Histoire
Il est dit qu'au IVe ou bien au Ve siècle, un moine irlandais du nom de Senou s'est installé en ces terres, charmé par la région.
À l'aube du XXIe siècle, la commune est essentiellement agricole, et aucune entreprise industrielle n'y est installée.
Le 1er janvier 2014, Saint-Senoux quitte la communauté de communes du canton de Guichen pour Vallons de Haute-Bretagne communauté.

## Politique et administration

### Liste des maires
| Période                                  | Période          | Identité            | Étiquette | Qualité                               |
| ---------------------------------------- | ---------------- | ------------------- | --------- | ------------------------------------- |
| Les données manquantes sont à compléter. |                  |                     |           |                                       |
| ?                                        | mars 1983        | Elie David          |           |                                       |
| mars 1983                                | mars 1989        | Alfred Bertin       |           |                                       |
| mars 1989                                | mars 2001        | Jean Grasland       |           | Agriculteur retraité, maire honoraire |
| mars 2001                                | mars 2014        | Bernard Gavaud      | DVD       | Agent de gestion                      |
| mars 2014                                | 26 mai 2020      | Jean-Pierre Cormier | DVG       | Chef comptable                        |
| 26 mai 2020                              | 16 décembre 2023 | Antinéa Leclerc     | DVG       | Thérapeute                            |
| 16 décembre 2023                         | En cours         | Maryline Lair       | DVG       | Responsable associative               |

### Jumelages
Saint-Senoux est membre du comité de jumelage du canton de Guichen et est jumelée avec quatre villes d'autres pays :
- Villafranca de los Barros (Espagne) depuis 1990
- Skerries (Irlande) depuis 1990
- Milevsko (Tchéquie) depuis 1990
- Śrem (Pologne) depuis 1990

## Démographie
L'évolution du nombre d'habitants est connue à travers les recensements de la population effectués dans la commune depuis 1793. Pour les communes de moins de 10 000 habitants, une enquête de recensement portant sur toute la population est réalisée tous les cinq ans, les populations de référence des années intermédiaires étant quant à elles estimées par interpolation ou extrapolation. Pour la commune, le premier recensement exhaustif entrant dans le cadre du nouveau dispositif a été réalisé en 2008.

En 2022, la commune comptait 1 836 habitants, en évolution de −0,11 % par rapport à 2016 (Ille-et-Vilaine : +5,46 %, France hors Mayotte : +2,11 %).
| 1793  | 1800 | 1806  | 1821  | 1831  | 1836  | 1841  | 1846  | 1851  |
| ----- | ---- | ----- | ----- | ----- | ----- | ----- | ----- | ----- |
| 1 078 | 981  | 1 054 | 1 024 | 1 090 | 1 054 | 1 016 | 1 005 | 1 008 |

| 1856  | 1861  | 1866 | 1872  | 1876  | 1881  | 1886  | 1891  | 1896  |
| ----- | ----- | ---- | ----- | ----- | ----- | ----- | ----- | ----- |
| 1 004 | 1 060 | 990  | 1 048 | 1 011 | 1 069 | 1 045 | 1 101 | 1 069 |

| 1901  | 1906 | 1911 | 1921 | 1926 | 1931 | 1936 | 1946 | 1954 |
| ----- | ---- | ---- | ---- | ---- | ---- | ---- | ---- | ---- |
| 1 045 | 994  | 990  | 820  | 803  | 785  | 782  | 703  | 648  |

| 1962 | 1968 | 1975 | 1982 | 1990 | 1999  | 2006  | 2008  | 2013  |
| ---- | ---- | ---- | ---- | ---- | ----- | ----- | ----- | ----- |
| 622  | 604  | 705  | 860  | 927  | 1 074 | 1 510 | 1 635 | 1 776 |

| 2018  | 2022  | - | - | - | - | - | - | - |
| ----- | ----- | - | - | - | - | - | - | - |
| 1 842 | 1 836 | - | - | - | - | - | - | - |

## Lieux et monuments

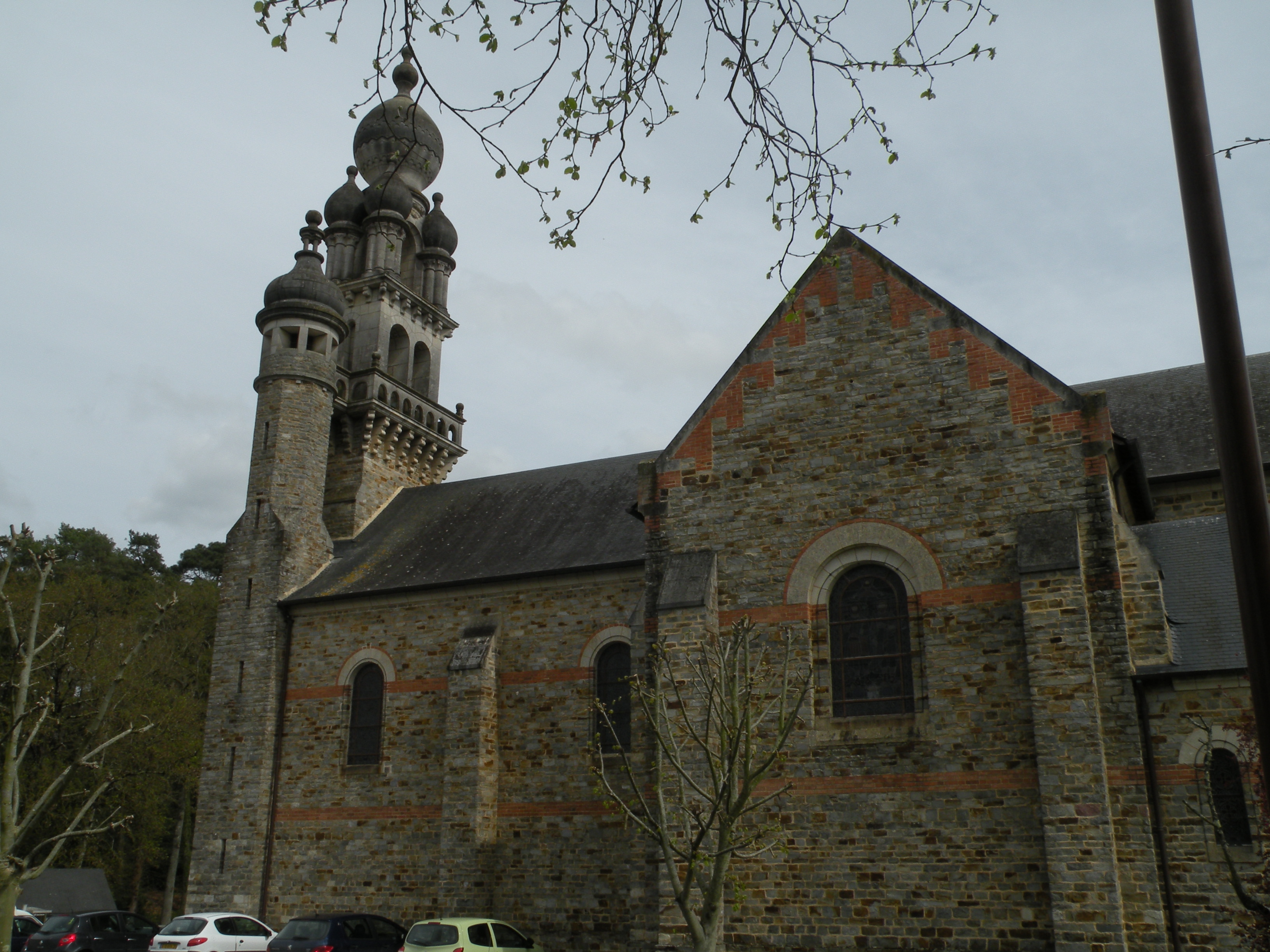
Église paroissiale Saint-Abdon.

- Église Saint-Abdon-et-Saint-Sennen au clocher à bulbes néo-byzantins, construite par l'architecte Arthur Regnault entre 1896 et 1901.
- Chapelle Saint-Laurent, au lieu-dit Le Perchot, plus ancienne chapelle du diocèse, construite dès le XIIe siècle.
- Château de la Molière, ancienne résidence d'été des seigneurs de Rohan, jusqu'en 1636, c'était un château fort qui se trouvait à cet endroit, comportant prisons, basse fosse, chapelle et pigeonnier ; l'actuel château a été reconstruit en 1728, sur les bases de l'ancien fort destiné à défendre le confluent de la Vilaine et du Semnon. Le domaine comporte également la chapelle de l'Immaculée-Conception, une fontaine, un lavoir, un pigeonnier du XVIe siècle, une maison de garde forestier du XVIIe, ainsi qu'un calvaire de 1855.

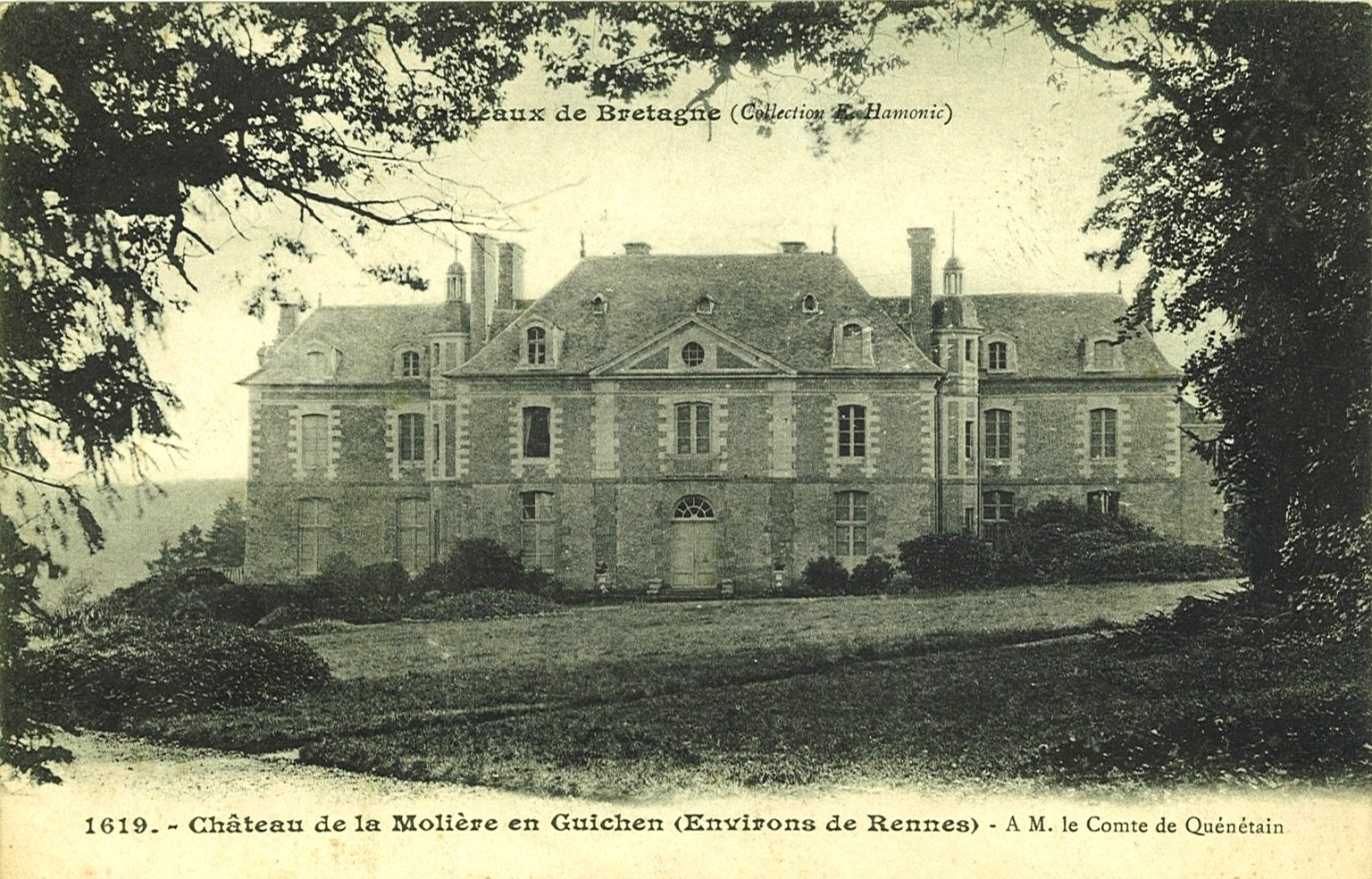
Le château de la Molière vers 1920 (carte postale Émile Hamonic).

- Manoir de La Fiolaye, du XVIe siècle, mais intégralement reconstruit au XIXe, avec sa chapelle Notre-Dame, et le lavoir des Pussiaux à proximité.
- Moulin et écluse de la Molière, dont la construction est établie à 1510.
- Viaduc de Cambrée, ouvert en 1861.
- Le Clos de La Grée, et ses maisons modernes d'architectes
- La vallée de la Vilaine
- Le château d'eau, que l'on peut voir de loin
- Le tunnel de La Trotinais, sur le chemin de fer de Rennes - Redon, long de 178 m, ouvert en 1861 et cadre de deux actions spectaculaires de résistance durant la Seconde Guerre mondiale.
- L'ancien presbytère, du XIXe siècle, aujourd'hui médiathèque municipale
- La grotte de Notre-Dame De Lourdes, inaugurée au début du XXe siècle

## Personnalités liées à la commune
- Bertrand Huchet de Quénétain, général de l'armée française, grand officier de la Légion d'honneur, né à La Molière
- Christophe Huchet de Quénetain, historien, antiquaire, marchand d'art